# Phrynos (Töpfer)

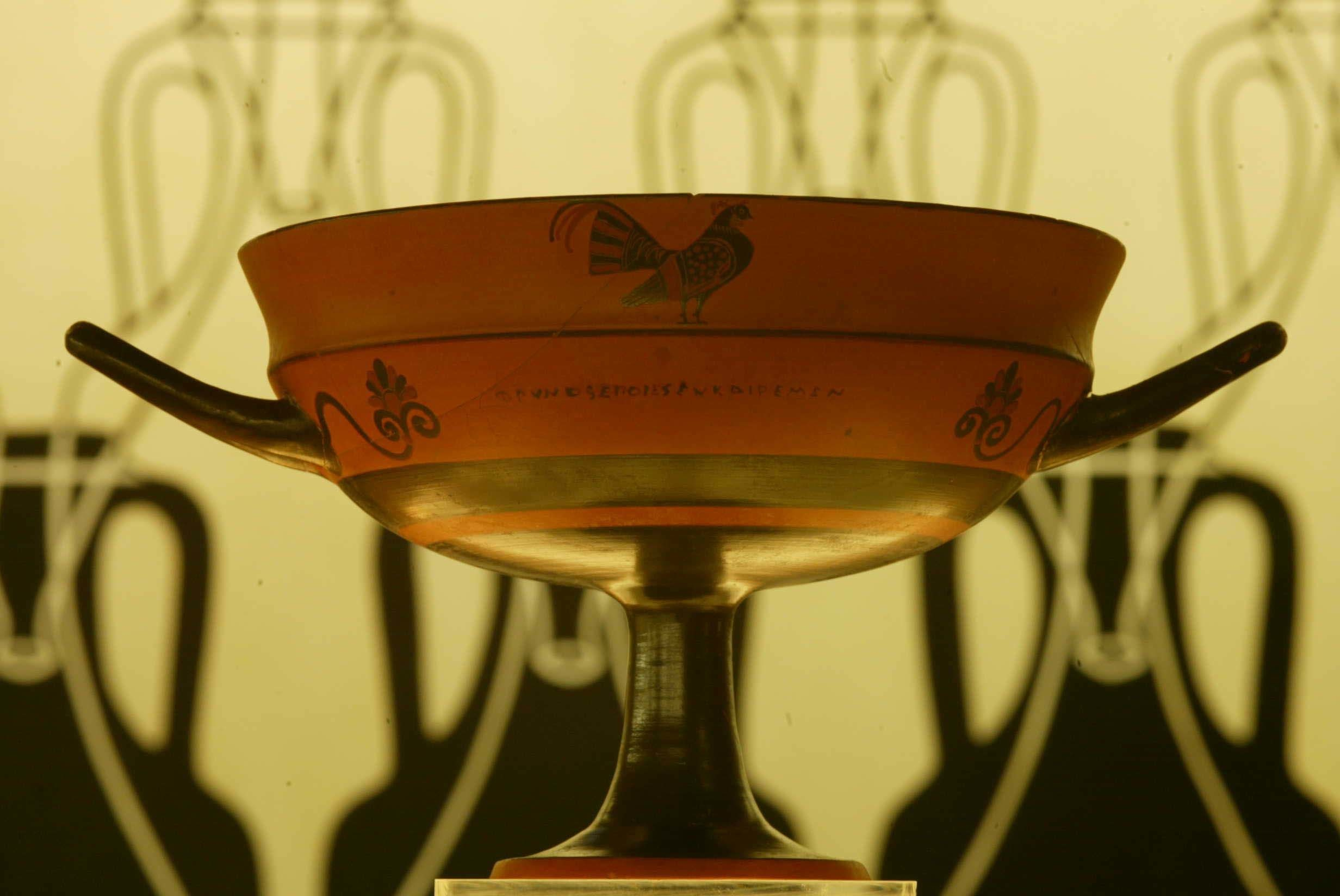
Schale in Torgiano mit der Signatur und der Darstellung eines Hahnes

Phrynos war ein griechischer Töpfer, tätig in Athen ca. 560–545 v. Chr. Er gehört zu den sogenannten Kleinmeistern.
Von ihm sind drei signierte Randschalen bekannt:
- Boston, Museum of Fine Arts Inv. 03.855
- London, British Museum Inv. 1867.5-8.962 (B 424)
- Torgiano, Museo del Vino Inv. A 15

Die drei Vasen scheinen von dem gleichen Maler bemalt worden zu sein, dem sogenannten Phrynos-Maler, dem noch weitere Vasen zugeschrieben werden können. Der Töpfer Phrynos dürfte mit den Töpfern Archikles und Glaukytes eng zusammengearbeitet zu haben, entspricht doch etwa das Profil der vom Phrynos-Maler bemalten, wohl von Phrynos getöpferten Schale in Amsterdam, Allard Pierson Museum Inv. 8192 fast genau der von Archikles und Glaukytes signierten berühmten Schale in München; Staatl. Antikensammlungen Inv. 2243. Auch sonst lassen sich noch weitere Verbindungen herstellen.